# Sfântul Cazimir
Sfântul Cazimir (n. 3 octombrie 1458, Cracovia — d. 4 martie 1484, Vilnius) este cinstit ca sfânt patron al Lituaniei și al Poloniei. 

## Viața
Fiu al regelui Cazimir al IV-lea al Poloniei și al Elisabetei de Habsburg, s-a născut în anul 1458. În 1471 a fost ales rege al Ungariei, dar nu a reușit să se impună acolo. S-a preocupat de timpuriu de trăirea virtuților creștine, mai ales a curăției și a carității față de săraci. Plin de râvnă pentru credință, a avut o evlavie deosebită față de Euharistie și față de Sfânta Fecioară Maria. A murit de tuberculoză în anul 1484.
Sărbătorit în Biserica Catolică la 4 martie. El este înmormântat în Catedrala din Vilnius.